# TPV Technology
TPV Technology Limited (kort TPV), tidligere TPV Holdings Limited, er en international fabrikant af PC-monitorer og TV.
Firmaet har været noteret på børserne i Hong Kong og Singapore siden 1999.
TPV er original designproducent til en række kendte TV- og PC-mærker. Desuden distribuerer TPV sine produkter verden over under sine egne mærker AOC og Envision.
TPV er gennem sit ejerskab af TP Vision designer og producent af alle fladskærme (monitorer og TV) af mærket Philips.

## Historie
- 1967 Firmaet stiftes [3]
- 1990 Begyndte produktion i Kina[5]

- 8/10 1999 Børsnoteret i Hong Kong [1] og Singapore [2]
- 2001 Verdens anden største producent af PC-monitorer[3].
- 2003 Verdens første LCD TV[3]
- 2004 Verdens største producent af PC-monitorer[3].
- 2005 Køber dele af Philips' monitor- og fladskærmsproduktion[3].

- 2009 Verdensomspændende licens til salg af monitorer under varemærket Philips[3].
- 2011 Licens til at sælge TV i Kina under varemærket Philips[3].
- April 2012 Philips og TPV Technology danner TP Vision for at overtage Philips' TV-forretning i det meste af verden.[4]
- 2012 Licens til via TP Vision at sælge TV i det meste af verden under varemærket Philips[3].
- Juni 2014 TP Vision bliver fuldt ejet datterselskab af TPV Technology.[4]

## Ejerskab
- 37,05 % China Electronics Corp.[3]
- 18.20 % Mitsui & Co.[3]
- 6.42 % Chimel Innoux Corp.[3]